# 小行星3163
小行星3163（3163 Randi）是一颗围绕太阳公转的小行星。1981年8月28日，查爾斯·科瓦爾在帕洛马山发现了此天体。
該小行星以加拿大裔美國魔術師和科學懷疑論者詹姆斯·蘭迪命名。
这颗小行星的绝对星等为121.6556893385806等。